# Halleneuropameisterschaften im Bogenschießen 2011
Die 13. Halleneuropameisterschaften im Bogenschießen wurden vom 21. bis 27. März 2011 im PortAventura World Convention Centre in der spanischen Stadt Cambrils ausgetragen.

## Ergebnisse

### Recurvebogen
| Disziplin         | Gold                                                           | Silber                                                                 | Bronze                                                     |
| ----------------- | -------------------------------------------------------------- | ---------------------------------------------------------------------- | ---------------------------------------------------------- |
| Männer Einzel     | Mauro Nespoli                                                  | Alexander Koschin                                                      | Wiktor Ruban                                               |
| Frauen Einzel     | Tatjana Borodai                                                | Natalia Valeeva                                                        | Coby Hurkmans                                              |
| Männer Mannschaft | Ukraine Wiktor Ruban Markijan Iwaschko Jurij Hawelko           | Russland Alexander Koschin Belikto Zyrempilow Dschingis Zyrendaschijew | Italien Mauro Nespoli Luca Maran Michele Frangilli         |
| Frauen Mannschaft | Georgien Asmat Diasamidse Chatuna Narimanidse Kristine Essebua | Ukraine Tetjana Dorochowa Wiktorija Kowal Tetjana Bereschna            | Russland Tatjana Borodai Anna Baluskowa Natalja Erdynijewa |

### Compoundbogen
| Disziplin         | Gold                                                            | Silber                                                     | Bronze                                                          |
| ----------------- | --------------------------------------------------------------- | ---------------------------------------------------------- | --------------------------------------------------------------- |
| Männer Einzel     | Ruben Bleyendaal                                                | Sébastien Peineau                                          | Morten Bøe                                                      |
| Frauen Einzel     | Marcella Tonioli                                                | Albina Loginowa                                            | Fátima Agudo                                                    |
| Männer Mannschaft | Dänemark Martin Damsbo Patrick Laursen Torben Johannessen       | Niederlande Ruben Bleyendaal Peter Elzinga Sander Dolderma | Frankreich Sébastien Peineau Christophe Doussot Dominique Genet |
| Frauen Mannschaft | Russland Albina Loginowa Natalja Awdejewa Wiktorija Balschanowa | Italien Eugenia Salvi Katia D’Agostino Marcella Tonioli    | Spanien Fátima Agudo Irene Cuesta Julia Benito                  |

## Medaillenspiegel
| Platz  | Land        | Gold | Silber | Bronze | Gesamt |
| ------ | ----------- | ---- | ------ | ------ | ------ |
| 1      | Russland    | 2    | 3      | 1      | 6      |
| 2      | Italien     | 2    | 2      | 1      | 5      |
| 3      | Niederlande | 1    | 1      | 1      | 3      |
| 3      | Ukraine     | 1    | 1      | 1      | 3      |
| 5      | Dänemark    | 1    | –      | –      | 1      |
| 5      | Georgien    | 1    | –      | –      | 1      |
| 7      | Frankreich  | –    | 1      | 1      | 2      |
| 8      | Spanien     | –    | –      | 2      | 2      |
| 9      | Norwegen    | –    | –      | 1      | 1      |
| Gesamt | Gesamt      | 8    | 8      | 8      | 24     |